# Marienkirche (Złotoryja)
Die Marienkirche ist eine römisch-katholische Pfarrkirche in Złotoryja (Goldberg) im Powiat Złotoryjski der Woiwodschaft Niederschlesien in Polen. Sie liegt in der Altstadt von Złotoryja und gehört zum Bistum Legnica (Liegnitz). Bis 1992 gehörte sie zum Erzbistum Breslau.

## Geschichte
Die Kirche wurde ursprünglich 1211 von Heinrich dem Bärtigen gestiftet und im romanischen Stil von den Bürgern erbaut, die im selben Jahr das Stadtrecht erhielten. Um 1300 wurde die Kirche von den Johannitern im gotischen Stil ausgebaut, die die Kirche Ende des 13. Jahrhunderts übernommen hatten. Der Innenraum wurde im 17. Jahrhundert barockisiert. Ebenso wurden die Türme im Barockstil hinzugefügt. Die Kirche wird derzeit als Pfarrkirche genutzt.
In vergangenen Jahrhunderten waren Kirchen auch Zufluchtsort in kriegerischen Zeiten. Nur in sehr wenigen Kirchen haben sich aus dieser Zeit Brunnen erhalten, die lebensnotwendiges Wasser spendeten. Dieser Brunnen ist 20 m tief. Das Johanniterkreuz am Brunnen verweist auf den Johanniterorden. Diese haben ca. 1270 das Patronat über diese Kirche übernommen und ihr einen zweiten Patron gegeben: den Erzengel Michael. In den folgenden Jahrhunderten haben die Johanniter Leben und Gestaltung der Kirche geprägt. Im Altarraum erhalten ist ein Epitaph aus dem Jahr 1558. Es zeigt den Stifter, den Gekreuzigten und die eherne Schlange, auf die Israeliten nach einem Schlangenbiss schauen sollen. Ein weiteres Epitaph im Altarraum zeigt den Weltenrichter. Bemerkenswert ist die hebräische Überschrift, die – wie auch an anderen Stellen der Kirche – die NS-Zeit, deren Judenhass und die Bemühungen, jeglichen Hinweis auf das Judentum, seine Kultur und Geschichte zu beseitigen, überstanden hat. An der Brüstung der Empore verweist ein neueres Bild auf 800 Jahre Geschichte der Stadt. Die Darstellungen an der Emporenbrüstung illustrieren biblische Begebenheiten. Hier der Traum Jakobs und die Jakobsleiter, die eher eine massive Treppe ist. Wie in Kirchen häufig zu finden, trägt Mose die Kanzel. Er präsentiert die Gesetzestafeln – mit hebräischem Text. Auch diese haben Deutschlands dunkelbraune Nacht überstanden. Am romanischen Portal finden sich lange Riefen. Eine volkstümliche Erklärung besagt, die Ritter hätten vor dem Gottesdienst ihre Schwerter stumpf gemacht, um ihre Friedfertigkeit zu zeigen. Schwächer ausgeprägt sind diese Riefen auch an anderer Stelle der Außenmauer der Kirche zu sehen. Eine Tafel an der marktabgewandten Seite der Kirche erinnert an den Johanniterorden, der lange Zeit diese Kirche betreute. Der Erzengel Michael als Besieger des Bösen in der Welt und als zweiter Patron der Kirche ist an der Außenwand der Kirche samt Gebet in polnischer und deutscher Sprache dargestellt. Neben der Kirche erinnert ein Denkmal an Valentin Trozendorf (1490–1556). Er war Pädagoge und lutherischer Theologe, Gründer und Rektor des örtlichen Lateingymnasiums, Dozent in Wittenberg und in Liegnitz. An der Außenseite der Kirche gibt es mehrere Epitaphien. Am Haupteingang der Kirche gibt eine Schautafel in polnischer, tschechischer, deutscher und englischer Sprache Informationen über die Kirche und verweist darauf, dass Złotoryja die älteste Stadt in (den Grenzen des heutigen) Polen ist.

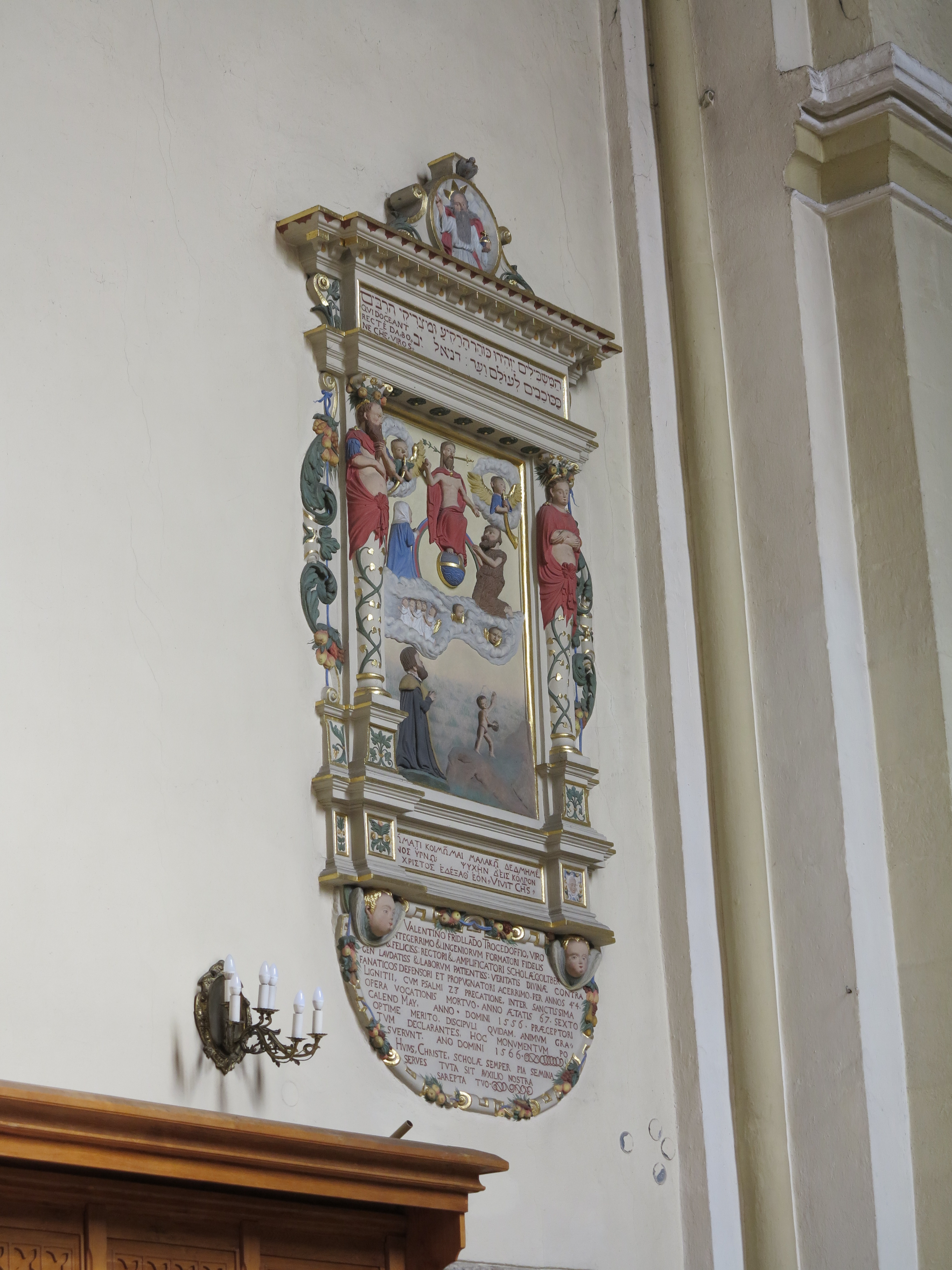
Der Weltenrichter
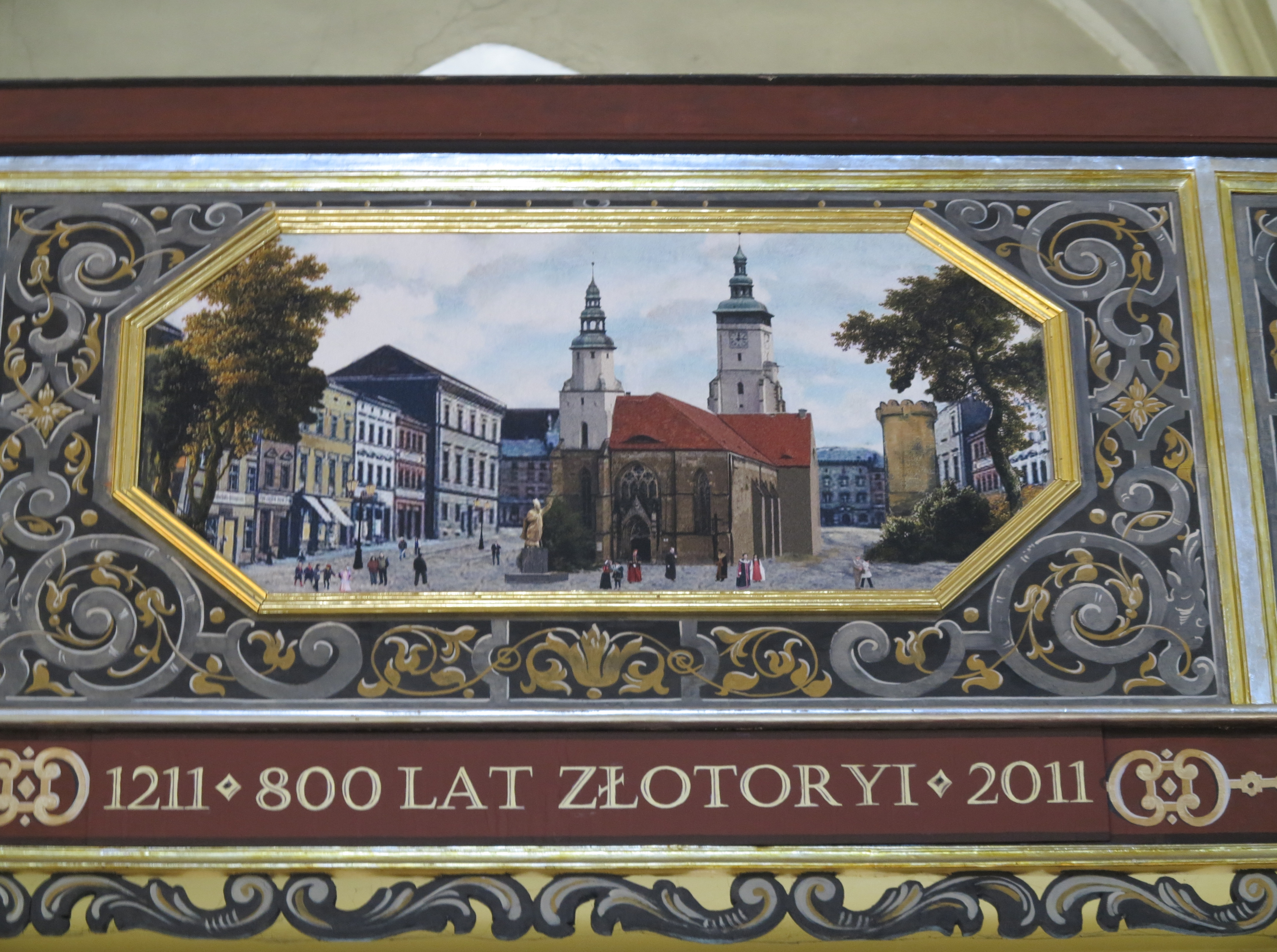
800 Jahre Goldberg Schlesien – Złotoryja
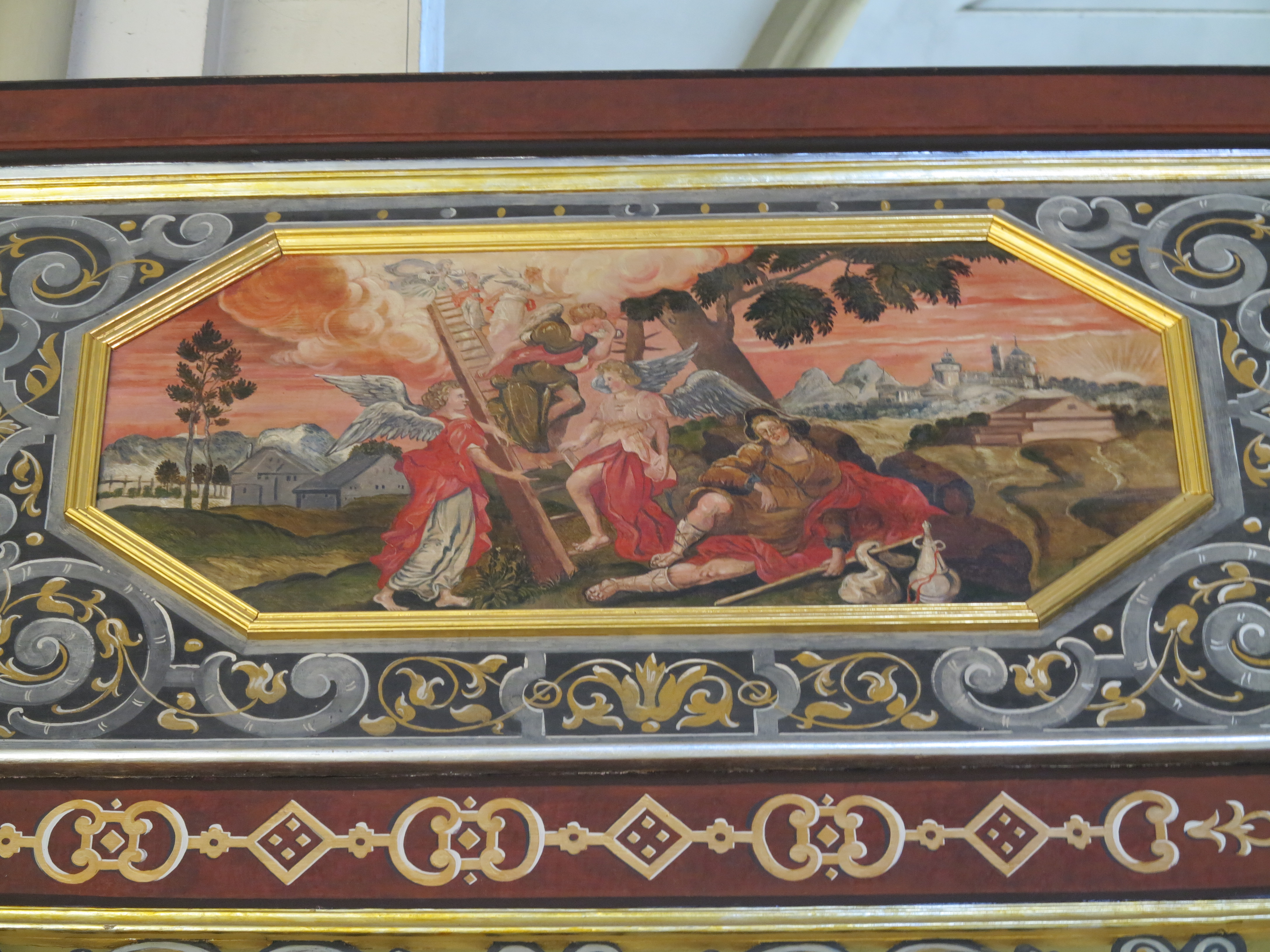
Im Traum sieht Jakob eine Leiter zum Himmel und Engel, die zu ihm herabsteigen
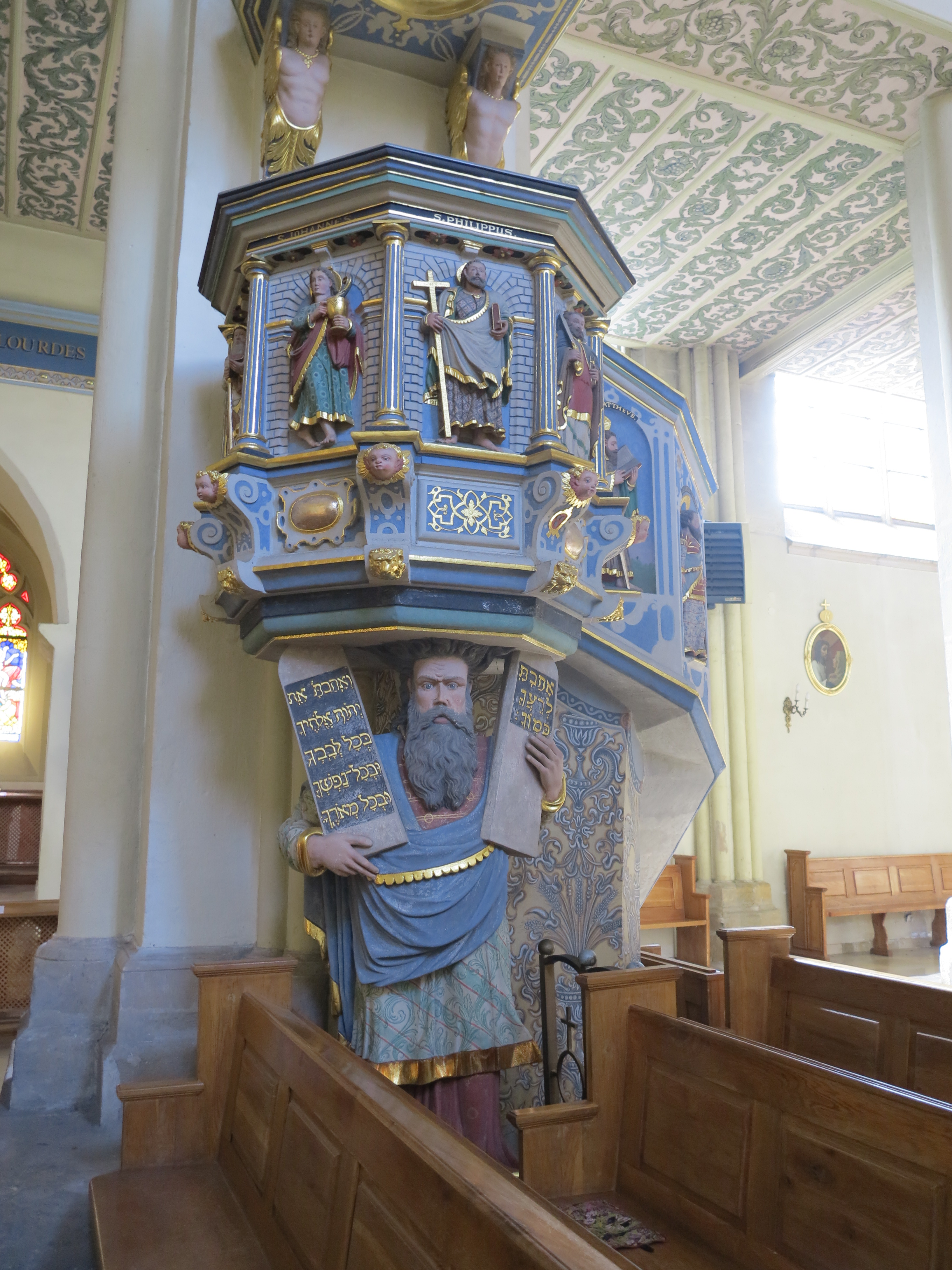
Mose trägt die Kanzel und zeigt die Gebote
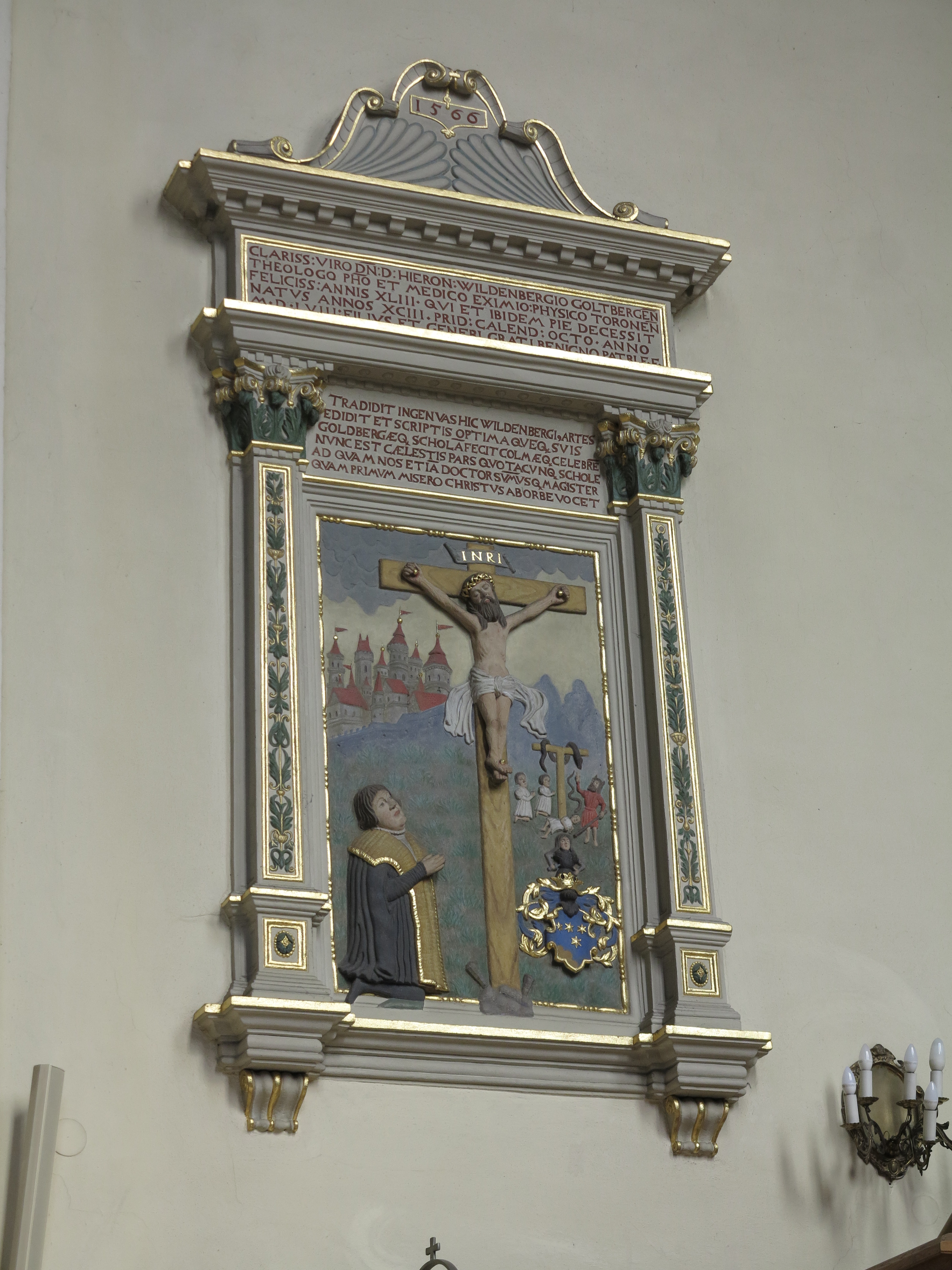
Epitaph im Altarraum mit dem Gekreuzigten und der ehernen Schlange
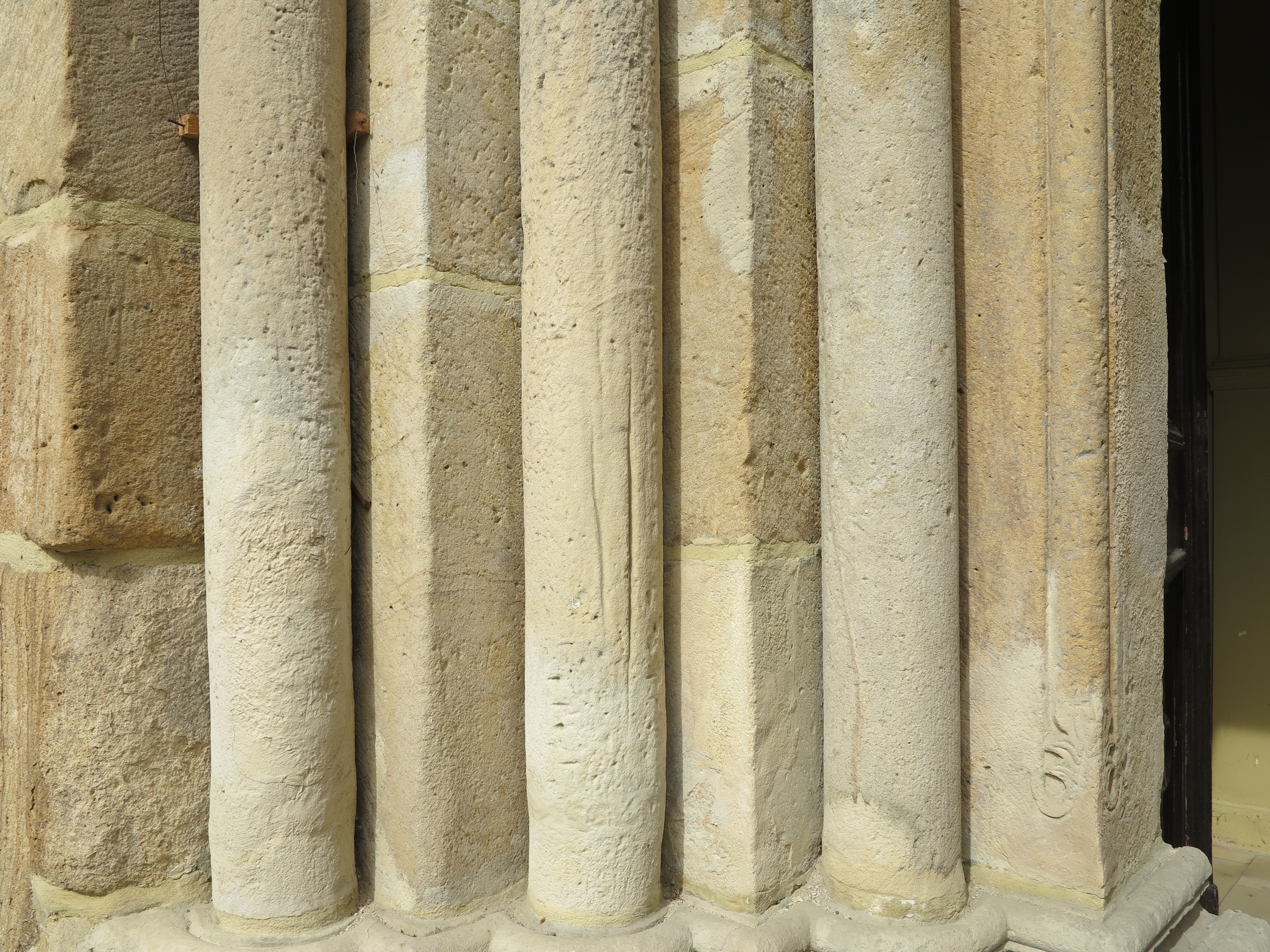
„Schwertspuren“ am romanischen Portal
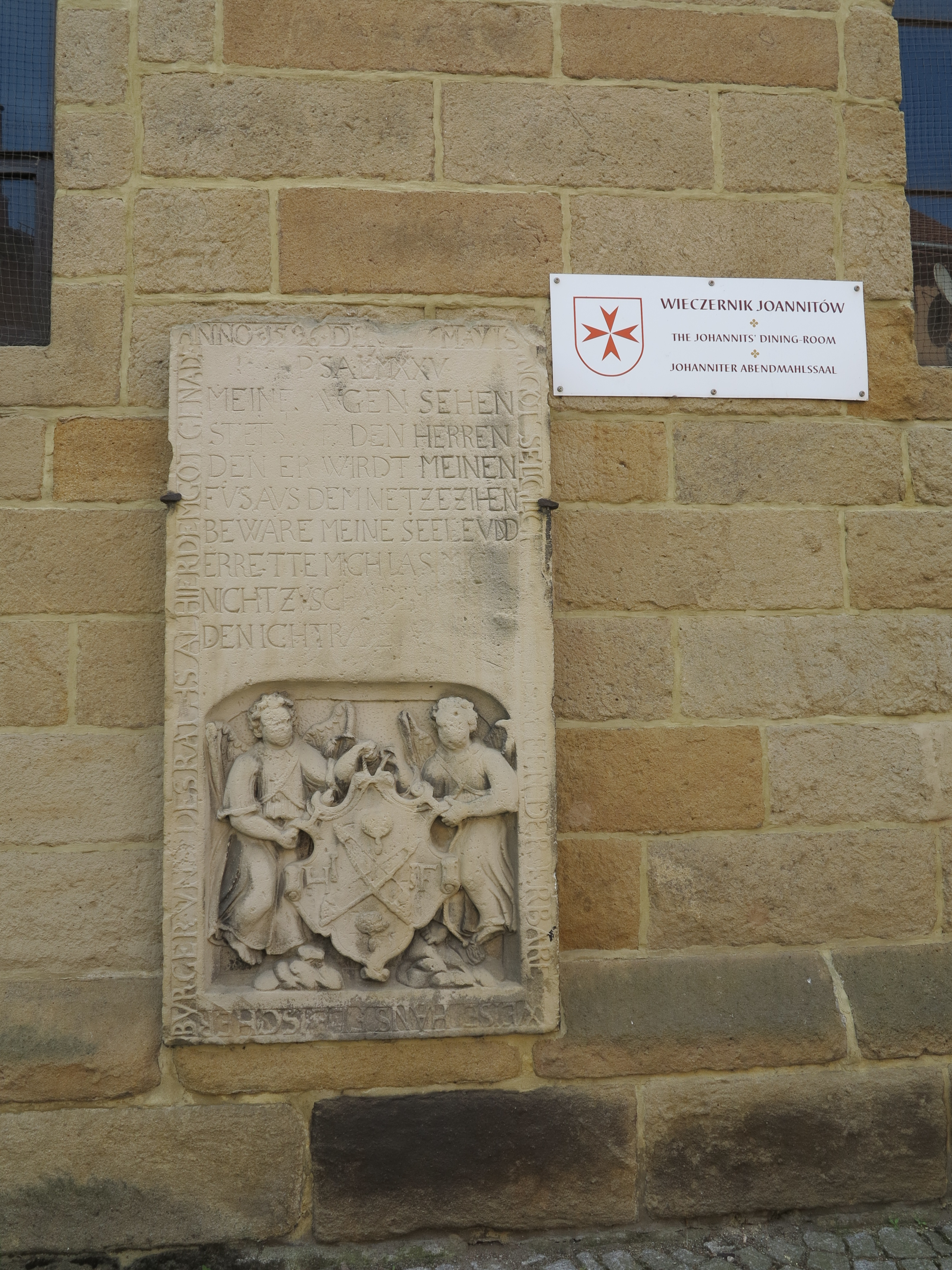
Die kleine Tafel erinnert an die Tätigkeit der Johanniter
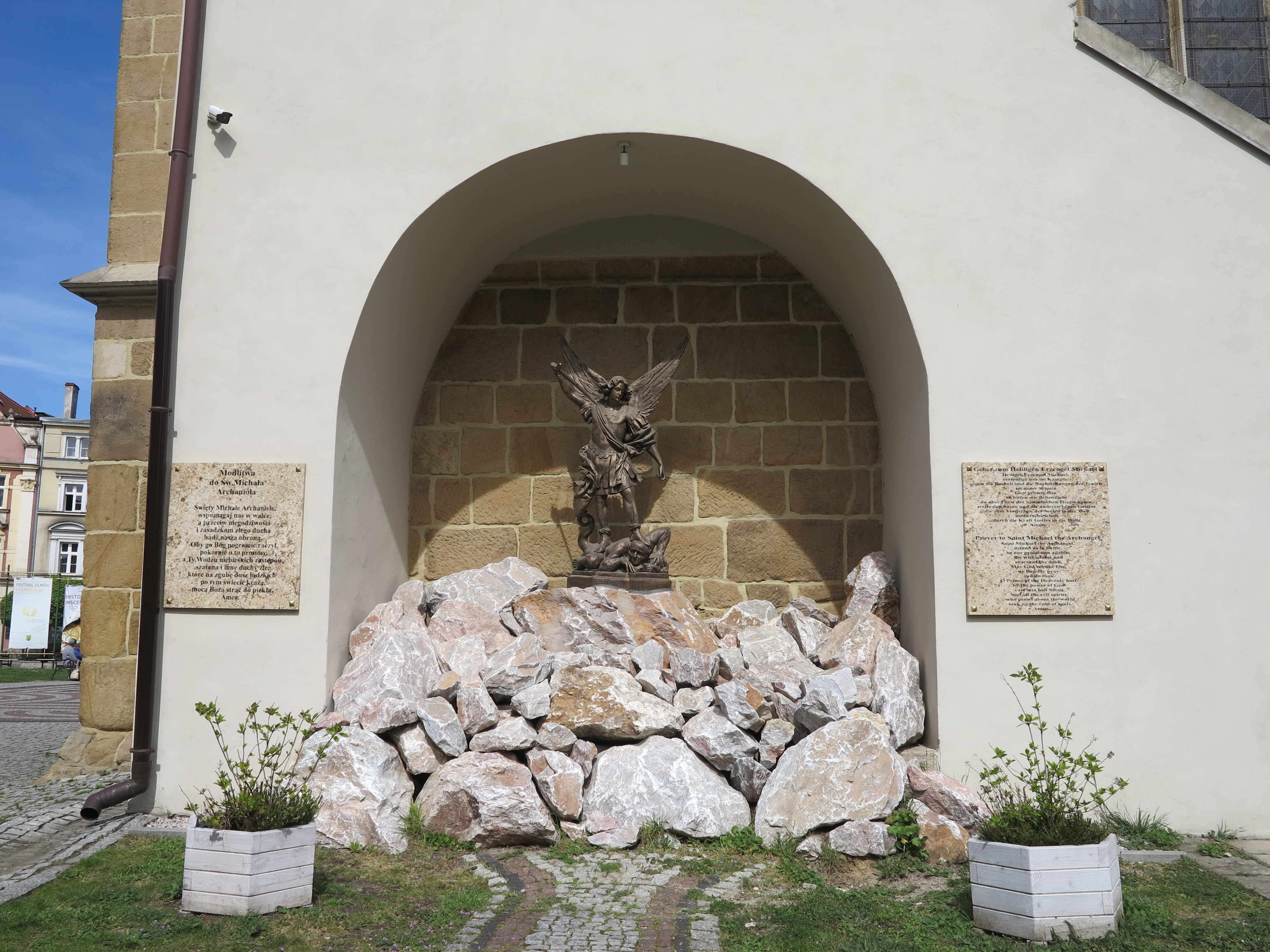
Erzengel Michael, zweiter Patron der Marienkirche
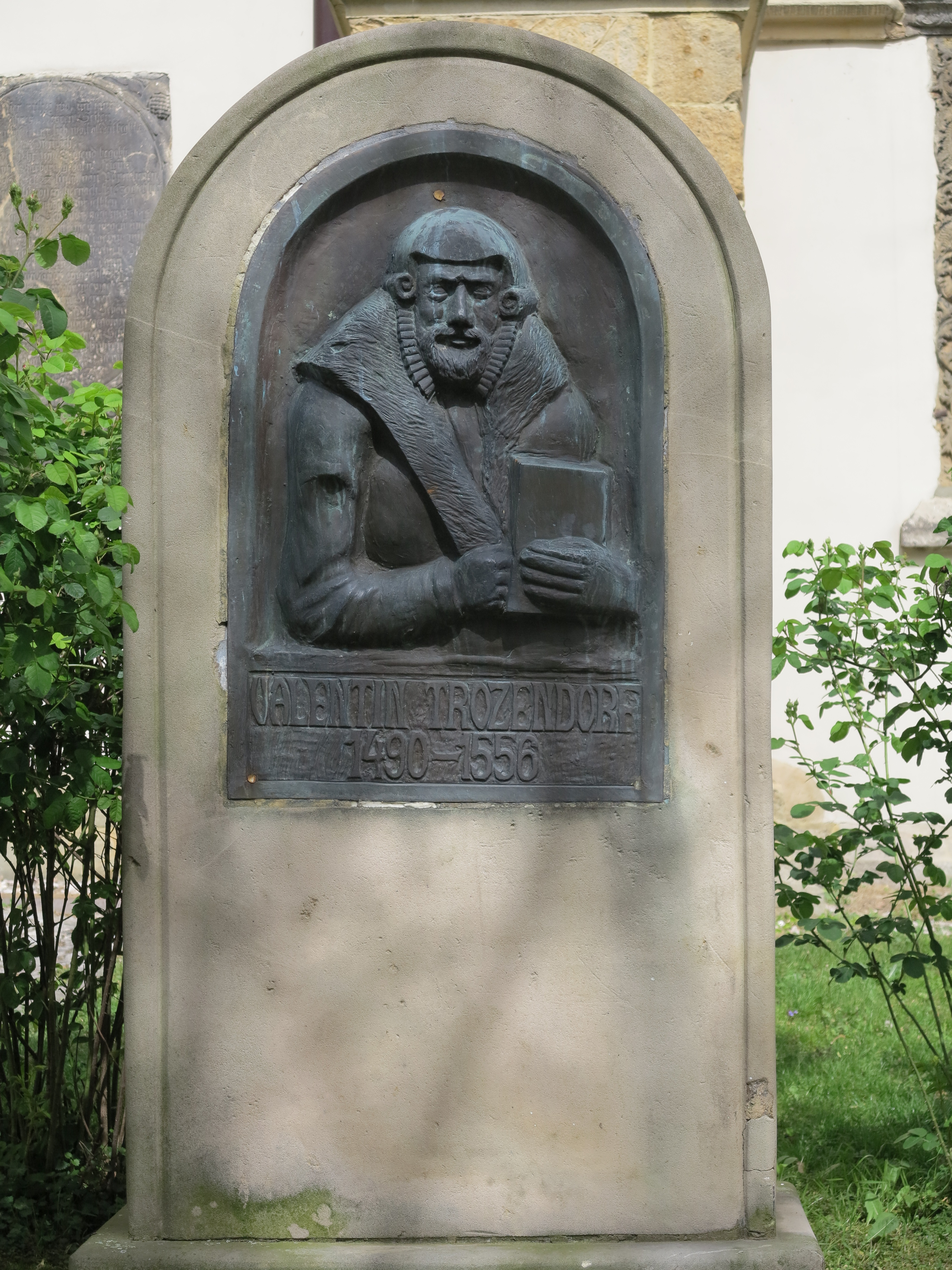
Grabmal von Valentin Trozendorf, Gründer und Rektor der örtlichen Lateinschule
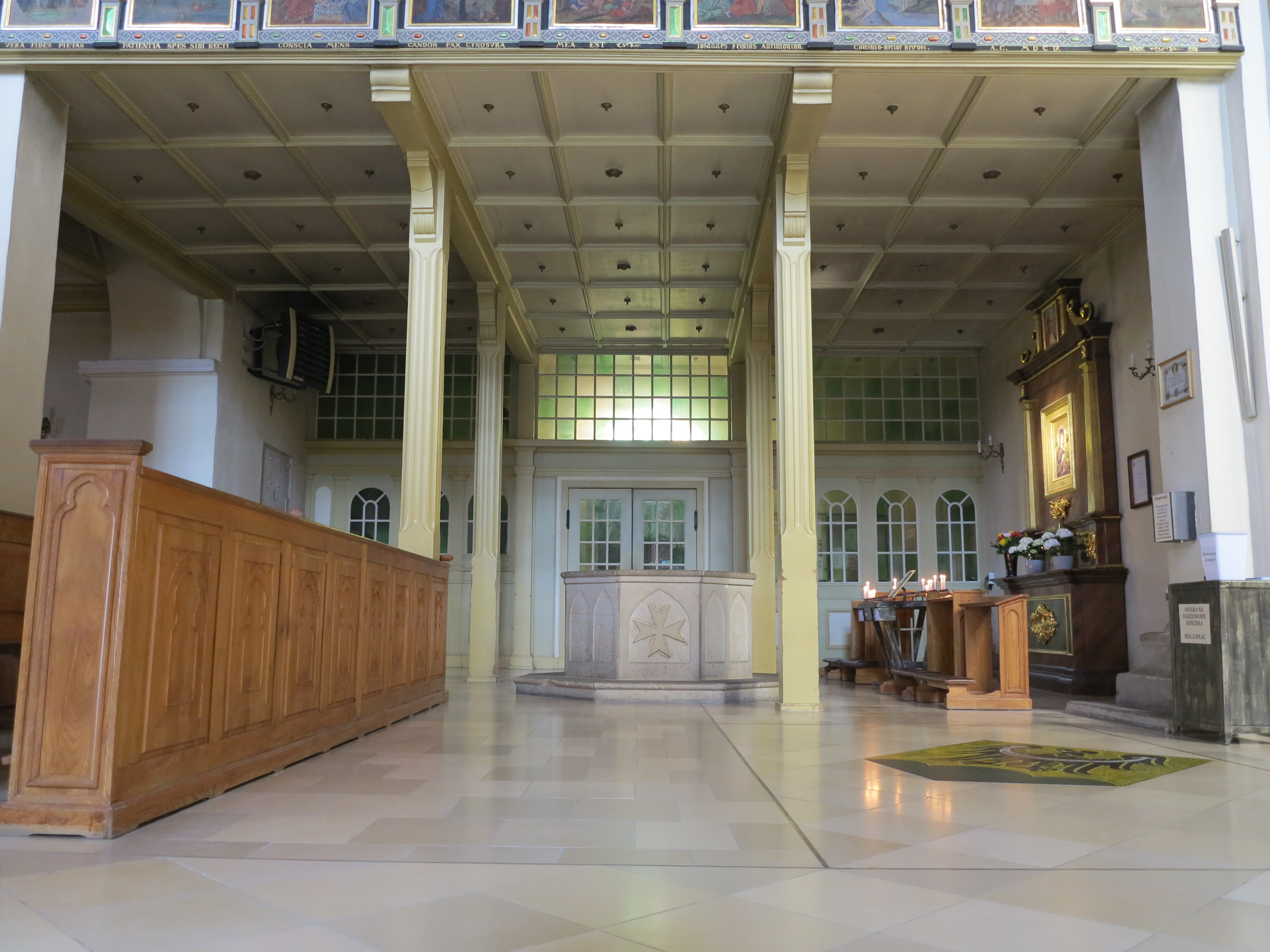
Brunnen in der Kirche zur Versorgung für Menschen, die in kriegerischen Zeiten Zuflucht in der Kirche suchen